# Łukowica (potok)
Łukowica – potok, prawy dopływ Słomki o długości 10,89 km.
Łukowica płynie w Beskidzie Wyspowym. Jej źródła znajdują się na wysokości około 750 m n.p.m. na północno-wschodnich stokach Jeżowej Wody. Spływa w ogólnym południowo-wschodnim kierunku głęboką doliną pomiędzy Jeżową Wodą, Okowańcem i Skiełkiem z jednej strony, a Łyżką i Pępówką z drugiej strony. Przepływa kolejno przez miejscowości: Roztoka, Łukowica i Świdnik, gdzie uchodzi do potoku Słomka. Po drodze Łukowica zasilana jest licznymi potokami spływającymi z obydwu zboczy doliny. Wzdłuż jej koryta, po jego lewej stronie prowadzi droga z Limanowej do Świdnika.
Potok ma dosyć duży spadek i spływające nim po dużych ulewach wody mają dużą siłę niszczącą. Aby ograniczyć podmywanie i niszczenie brzegów i drogi, jej koryto jest na znacznej długości całkowicie uregulowane hydrotechnicznie. Łukowica jest potokiem górskim i zgodnie z zarządzeniem PZW w Nowym Sączu wędkarze mogą na niej łowić tylko na sztuczną muchę i przynęty roślinne.